# Governatori romani della Britannia

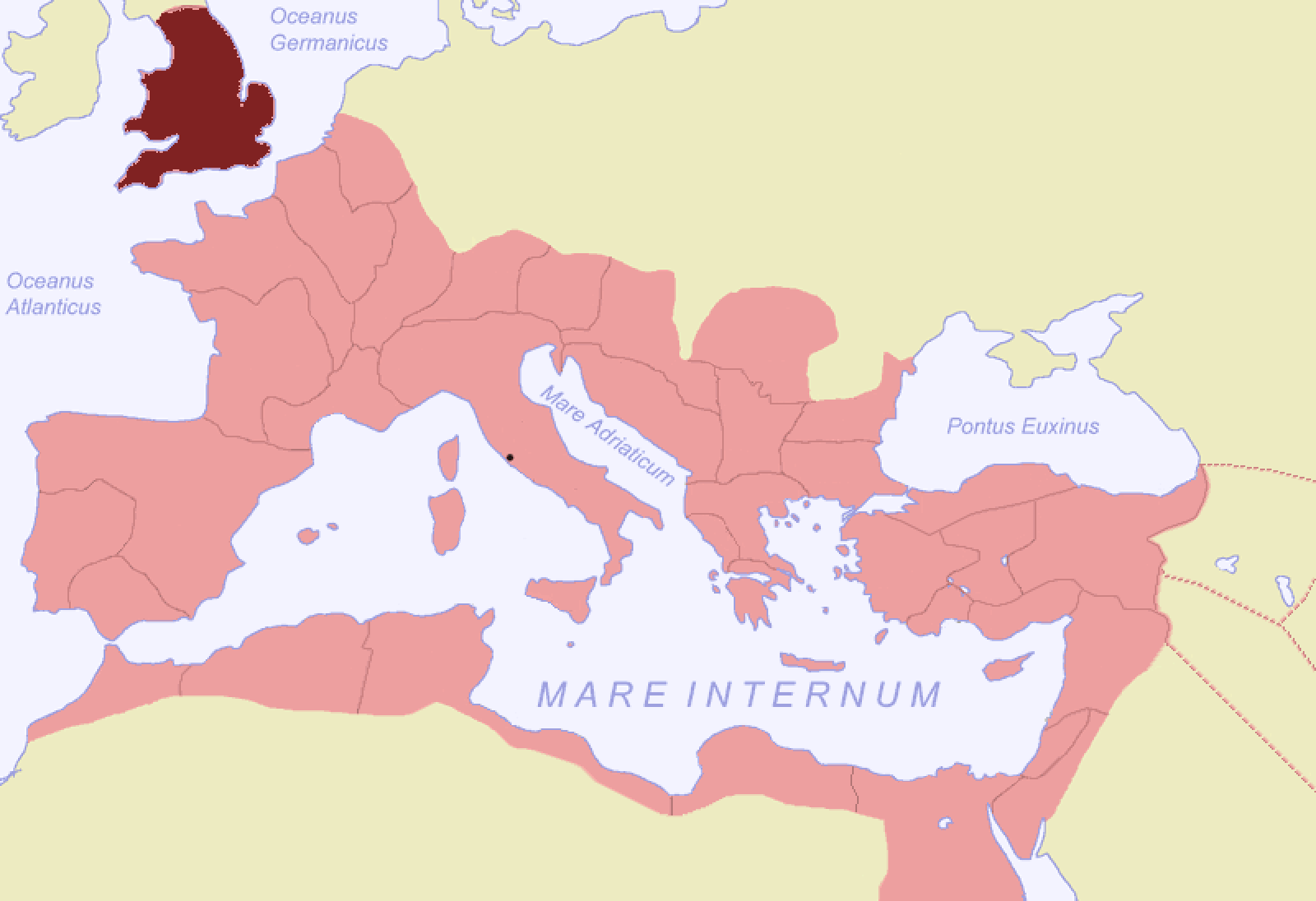
Regno e provincia romana della Britannia all'interno dell'Impero romano

Lista dei governatori Principi della provincia romana della Britannia, che era di rango consolare. Molte sono le incertezze e le lacune su nomi e date di alcuni di loro, soprattutto nell'età tardo imperiale.

## Provincia di Britannia
Dopo la conquista avvenuta ad opera di Claudio nel 43, la Britannia divenne una provincia imperiale, sottoposta al governo di un legatus Augusti pro praetore di rango consolare. La capitale fu stabilita nel centro di Camulodunum; poi, dopo la rivolta di Boudicca, fu spostata a Londinium. Dal 207 circa, la provincia venne divisa in Britannia Superior con capitale Londinum e Britannia Inferior con capitale Eburacum.
Dopo la fine dell'Impero delle Gallie e il suo riassorbimento all'interno dell'Impero romano, la Britannia fu divisa dall'imperatore Diocleziano (fine III-inizi IV secolo) in quattro province: la Maxima Caesariensis (nel sud-est, con capitale Londinium, oggi Londra), la Flavia Caesariensis (nell'est, con capitale Lindum Colonia, oggi Lincoln), la Britannia Secunda (nel nord, con capitale Eburacum, oggi York) e la Britannia Prima (nell'est, incluso il Galles, con capitale Corinium Dobunnorum, oggi Cirencester).
Ci fu anche una quinta provincia, nel nord, chiamata Valentia (con capitale Luguvallium, oggi Carlisle), che ebbe però vita breve e venne creata nel 369. A capo della diocesi di Britannia era posto un vicarius, il quale aveva sotto di lui quattro governatori di rango equestre (i praesides). Nel tardo IV secolo, il governatore della Maxima Caesariensis divenne di rango consolare.
Vi erano, infine, una serie di comandi militari durante il tardo Impero romano: il Dux Britanniarum, il Comes Britanniarum e il Comes litoris Saxonici per Britannias. Poi con il 410 ci fu la partenza delle ultime truppe romane, che lasciarono l'isola definitivamente.
|                                                           |                                                           |                                                           |                                                           |                                                           |                                                           |                                                            |                                                            |                                                            |                                                            | Britannia romana 43-c.207 Capitale Camulodunum (Colchester) (43-c.63), luogo Londinium (Londra) |                                                            |                                                        |                                                        |                                                               |                                                               |                                                               |                                                               |                                                               |                                                               |                                                             |                                                             |  |  |                                                             |                                                             |                                                             |                                                             |                                                             |                                                             |  |  |  |  |  |  |  |  |  |  |
|                                                           |                                                           |                                                           |                                                           |                                                           |                                                           |                                                            |                                                            |                                                            |                                                            |                                                                                                 |                                                            |                                                        |                                                        |                                                               |                                                               |                                                               |                                                               |                                                               |                                                               |                                                             |                                                             |  |  |                                                             |                                                             |                                                             |                                                             |                                                             |                                                             |  |  |  |  |  |  |  |  |  |  |
|                                                           |                                                           |                                                           |                                                           |                                                           |                                                           |                                                            |                                                            |                                                            |                                                            |                                                                                                 |                                                            |                                                        |                                                        |                                                               |                                                               |                                                               |                                                               |                                                               |                                                               |                                                             |                                                             |  |  |                                                             |                                                             |                                                             |                                                             |                                                             |                                                             |  |  |  |  |  |  |  |  |  |  |
|                                                           |                                                           |                                                           |                                                           |                                                           |                                                           | Britannia Inferior, c.207 - c.296, Capital Eboracum (York) | Britannia Inferior, c.207 - c.296, Capital Eboracum (York) | Britannia Inferior, c.207 - c.296, Capital Eboracum (York) | Britannia Inferior, c.207 - c.296, Capital Eboracum (York) | Britannia Inferior, c.207 - c.296, Capital Eboracum (York)                                      | Britannia Inferior, c.207 - c.296, Capital Eboracum (York) |                                                        |                                                        | Britannia Superior c.207 - c.296, Capitale Londinium (Londra) | Britannia Superior c.207 - c.296, Capitale Londinium (Londra) | Britannia Superior c.207 - c.296, Capitale Londinium (Londra) | Britannia Superior c.207 - c.296, Capitale Londinium (Londra) | Britannia Superior c.207 - c.296, Capitale Londinium (Londra) | Britannia Superior c.207 - c.296, Capitale Londinium (Londra) |                                                             |                                                             |  |  |                                                             |                                                             |                                                             |                                                             |                                                             |                                                             |  |  |  |  |  |  |  |  |  |  |
|                                                           |                                                           |                                                           |                                                           |                                                           |                                                           | Britannia Inferior, c.207 - c.296, Capital Eboracum (York) | Britannia Inferior, c.207 - c.296, Capital Eboracum (York) | Britannia Inferior, c.207 - c.296, Capital Eboracum (York) | Britannia Inferior, c.207 - c.296, Capital Eboracum (York) | Britannia Inferior, c.207 - c.296, Capital Eboracum (York)                                      | Britannia Inferior, c.207 - c.296, Capital Eboracum (York) |                                                        |                                                        | Britannia Superior c.207 - c.296, Capitale Londinium (Londra) | Britannia Superior c.207 - c.296, Capitale Londinium (Londra) | Britannia Superior c.207 - c.296, Capitale Londinium (Londra) | Britannia Superior c.207 - c.296, Capitale Londinium (Londra) | Britannia Superior c.207 - c.296, Capitale Londinium (Londra) | Britannia Superior c.207 - c.296, Capitale Londinium (Londra) |                                                             |                                                             |  |  |                                                             |                                                             |                                                             |                                                             |                                                             |                                                             |  |  |  |  |  |  |  |  |  |  |
|                                                           |                                                           |                                                           |                                                           |                                                           |                                                           |                                                            |                                                            |                                                            |                                                            |                                                                                                 |                                                            |                                                        |                                                        |                                                               |                                                               |                                                               |                                                               |                                                               |                                                               |                                                             |                                                             |  |  |                                                             |                                                             |                                                             |                                                             |                                                             |                                                             |  |  |  |  |  |  |  |  |  |  |
| Flavia Caesariensis, c.296-410, Capitale Lindum (Lincoln) | Flavia Caesariensis, c.296-410, Capitale Lindum (Lincoln) | Flavia Caesariensis, c.296-410, Capitale Lindum (Lincoln) | Flavia Caesariensis, c.296-410, Capitale Lindum (Lincoln) | Flavia Caesariensis, c.296-410, Capitale Lindum (Lincoln) | Flavia Caesariensis, c.296-410, Capitale Lindum (Lincoln) |                                                            |                                                            | Britannia Secunda, c.296-410, Capitale Eboracum (York)     | Britannia Secunda, c.296-410, Capitale Eboracum (York)     | Britannia Secunda, c.296-410, Capitale Eboracum (York)                                          | Britannia Secunda, c.296-410, Capitale Eboracum (York)     | Britannia Secunda, c.296-410, Capitale Eboracum (York) | Britannia Secunda, c.296-410, Capitale Eboracum (York) |                                                               |                                                               | Maxima Caesariensis, c.296-410, Capitale Londinium (Londra)   | Maxima Caesariensis, c.296-410, Capitale Londinium (Londra)   | Maxima Caesariensis, c.296-410, Capitale Londinium (Londra)   | Maxima Caesariensis, c.296-410, Capitale Londinium (Londra)   | Maxima Caesariensis, c.296-410, Capitale Londinium (Londra) | Maxima Caesariensis, c.296-410, Capitale Londinium (Londra) |  |  | Britannia Prima, c.296-410, Capitale Corinium (Cirencester) | Britannia Prima, c.296-410, Capitale Corinium (Cirencester) | Britannia Prima, c.296-410, Capitale Corinium (Cirencester) | Britannia Prima, c.296-410, Capitale Corinium (Cirencester) | Britannia Prima, c.296-410, Capitale Corinium (Cirencester) | Britannia Prima, c.296-410, Capitale Corinium (Cirencester) |  |  |  |  |  |  |  |  |  |  |

## Lista dei governatori Principi
| Lista dei governatori della Britannia romana                  | Lista dei governatori della Britannia romana              | Lista dei governatori della Britannia romana              | Lista dei governatori della Britannia romana              | Lista dei governatori della Britannia romana              | Lista dei governatori della Britannia romana              | Lista dei governatori della Britannia romana              | Lista dei governatori della Britannia romana              | Lista dei governatori della Britannia romana              |
| ------------------------------------------------------------- | --------------------------------------------------------- | --------------------------------------------------------- | --------------------------------------------------------- | --------------------------------------------------------- | --------------------------------------------------------- | --------------------------------------------------------- | --------------------------------------------------------- | --------------------------------------------------------- |
| Anno                                                          | al tempo della dinastia giulio-claudia                    | al tempo della dinastia giulio-claudia                    | al tempo della dinastia giulio-claudia                    | al tempo della dinastia giulio-claudia                    | al tempo della dinastia giulio-claudia                    | al tempo della dinastia giulio-claudia                    | al tempo della dinastia giulio-claudia                    | al tempo della dinastia giulio-claudia                    |
| 43-47                                                         | Aulo Plauzio                                              | Aulo Plauzio                                              | Aulo Plauzio                                              | Aulo Plauzio                                              | Aulo Plauzio                                              | Aulo Plauzio                                              | Aulo Plauzio                                              | Aulo Plauzio                                              |
| 47-52                                                         | Publio Ostorio Scapula                                    | Publio Ostorio Scapula                                    | Publio Ostorio Scapula                                    | Publio Ostorio Scapula                                    | Publio Ostorio Scapula                                    | Publio Ostorio Scapula                                    | Publio Ostorio Scapula                                    | Publio Ostorio Scapula                                    |
| 52-57                                                         | Aulo Didio Gallo                                          | Aulo Didio Gallo                                          | Aulo Didio Gallo                                          | Aulo Didio Gallo                                          | Aulo Didio Gallo                                          | Aulo Didio Gallo                                          | Aulo Didio Gallo                                          | Aulo Didio Gallo                                          |
| 57-58                                                         | Quinto Veranio Nipote                                     | Quinto Veranio Nipote                                     | Quinto Veranio Nipote                                     | Quinto Veranio Nipote                                     | Quinto Veranio Nipote                                     | Quinto Veranio Nipote                                     | Quinto Veranio Nipote                                     | Quinto Veranio Nipote                                     |
| 58-61                                                         | Gaio Svetonio Paolino                                     | Gaio Svetonio Paolino                                     | Gaio Svetonio Paolino                                     | Gaio Svetonio Paolino                                     | Gaio Svetonio Paolino                                     | Gaio Svetonio Paolino                                     | Gaio Svetonio Paolino                                     | Gaio Svetonio Paolino                                     |
| 61/62-63                                                      | Publio Petronio Turpiliano                                | Publio Petronio Turpiliano                                | Publio Petronio Turpiliano                                | Publio Petronio Turpiliano                                | Publio Petronio Turpiliano                                | Publio Petronio Turpiliano                                | Publio Petronio Turpiliano                                | Publio Petronio Turpiliano                                |
| 63-69                                                         | Marco Trebellio Massimo                                   | Marco Trebellio Massimo                                   | Marco Trebellio Massimo                                   | Marco Trebellio Massimo                                   | Marco Trebellio Massimo                                   | Marco Trebellio Massimo                                   | Marco Trebellio Massimo                                   | Marco Trebellio Massimo                                   |
| Anno                                                          | al tempo della dinastia flavia                            | al tempo della dinastia flavia                            | al tempo della dinastia flavia                            | al tempo della dinastia flavia                            | al tempo della dinastia flavia                            | al tempo della dinastia flavia                            | al tempo della dinastia flavia                            | al tempo della dinastia flavia                            |
| 69-71                                                         | Marco Vettio Bolano                                       | Marco Vettio Bolano                                       | Marco Vettio Bolano                                       | Marco Vettio Bolano                                       | Marco Vettio Bolano                                       | Marco Vettio Bolano                                       | Marco Vettio Bolano                                       | Marco Vettio Bolano                                       |
| 71-74                                                         | Quinto Petillio Ceriale                                   | Quinto Petillio Ceriale                                   | Quinto Petillio Ceriale                                   | Quinto Petillio Ceriale                                   | Quinto Petillio Ceriale                                   | Quinto Petillio Ceriale                                   | Quinto Petillio Ceriale                                   | Quinto Petillio Ceriale                                   |
| 74-78                                                         | Sesto Giulio Frontino                                     | Sesto Giulio Frontino                                     | Sesto Giulio Frontino                                     | Sesto Giulio Frontino                                     | Sesto Giulio Frontino                                     | Sesto Giulio Frontino                                     | Sesto Giulio Frontino                                     | Sesto Giulio Frontino                                     |
| 78-84                                                         | Gneo Giulio Agricola                                      | Gneo Giulio Agricola                                      | Gneo Giulio Agricola                                      | Gneo Giulio Agricola                                      | Gneo Giulio Agricola                                      | Gneo Giulio Agricola                                      | Gneo Giulio Agricola                                      | Gneo Giulio Agricola                                      |
| 84-89 circa                                                   | Sallustio Lucullo                                         | Sallustio Lucullo                                         | Sallustio Lucullo                                         | Sallustio Lucullo                                         | Sallustio Lucullo                                         | Sallustio Lucullo                                         | Sallustio Lucullo                                         | Sallustio Lucullo                                         |
| 89 circa-96 circa                                             | sconosciuto                                               | sconosciuto                                               | sconosciuto                                               | sconosciuto                                               | sconosciuto                                               | sconosciuto                                               | sconosciuto                                               | sconosciuto                                               |
| 96-97 circa                                                   | Publio Metilio Nepote?                                    | Publio Metilio Nepote?                                    | Publio Metilio Nepote?                                    | Publio Metilio Nepote?                                    | Publio Metilio Nepote?                                    | Publio Metilio Nepote?                                    | Publio Metilio Nepote?                                    | Publio Metilio Nepote?                                    |
| Anno                                                          | Età traianea e adrianea                                   | Età traianea e adrianea                                   | Età traianea e adrianea                                   | Età traianea e adrianea                                   | Età traianea e adrianea                                   | Età traianea e adrianea                                   | Età traianea e adrianea                                   | Età traianea e adrianea                                   |
| 97 circa-101 circa                                            | Tito Avidio Quieto                                        | Tito Avidio Quieto                                        | Tito Avidio Quieto                                        | Tito Avidio Quieto                                        | Tito Avidio Quieto                                        | Tito Avidio Quieto                                        | Tito Avidio Quieto                                        | Tito Avidio Quieto                                        |
| 101-103 circa                                                 | Lucio Nerazio Marcello                                    | Lucio Nerazio Marcello                                    | Lucio Nerazio Marcello                                    | Lucio Nerazio Marcello                                    | Lucio Nerazio Marcello                                    | Lucio Nerazio Marcello                                    | Lucio Nerazio Marcello                                    | Lucio Nerazio Marcello                                    |
| 103?-115                                                      | sconosciuto                                               | sconosciuto                                               | sconosciuto                                               | sconosciuto                                               | sconosciuto                                               | sconosciuto                                               | sconosciuto                                               | sconosciuto                                               |
| 115-118                                                       | Marco Appio Bradua?                                       | Marco Appio Bradua?                                       | Marco Appio Bradua?                                       | Marco Appio Bradua?                                       | Marco Appio Bradua?                                       | Marco Appio Bradua?                                       | Marco Appio Bradua?                                       | Marco Appio Bradua?                                       |
| 118-122                                                       | Quinto Pompeo Falcone                                     | Quinto Pompeo Falcone                                     | Quinto Pompeo Falcone                                     | Quinto Pompeo Falcone                                     | Quinto Pompeo Falcone                                     | Quinto Pompeo Falcone                                     | Quinto Pompeo Falcone                                     | Quinto Pompeo Falcone                                     |
| 122-125 circa                                                 | Aulo Platorio Nepote                                      | Aulo Platorio Nepote                                      | Aulo Platorio Nepote                                      | Aulo Platorio Nepote                                      | Aulo Platorio Nepote                                      | Aulo Platorio Nepote                                      | Aulo Platorio Nepote                                      | Aulo Platorio Nepote                                      |
| 125-127 circa o 127-130/131                                   | Lucio Trebio Germano                                      | Lucio Trebio Germano                                      | Lucio Trebio Germano                                      | Lucio Trebio Germano                                      | Lucio Trebio Germano                                      | Lucio Trebio Germano                                      | Lucio Trebio Germano                                      | Lucio Trebio Germano                                      |
| 131-133 circa                                                 | Sesto Giulio Severo                                       | Sesto Giulio Severo                                       | Sesto Giulio Severo                                       | Sesto Giulio Severo                                       | Sesto Giulio Severo                                       | Sesto Giulio Severo                                       | Sesto Giulio Severo                                       | Sesto Giulio Severo                                       |
| 133 circa-135 circa                                           | Publio Mummio Sisenna?                                    | Publio Mummio Sisenna?                                    | Publio Mummio Sisenna?                                    | Publio Mummio Sisenna?                                    | Publio Mummio Sisenna?                                    | Publio Mummio Sisenna?                                    | Publio Mummio Sisenna?                                    | Publio Mummio Sisenna?                                    |
| Anno                                                          | al tempo della dinastia degli Antonini                    | al tempo della dinastia degli Antonini                    | al tempo della dinastia degli Antonini                    | al tempo della dinastia degli Antonini                    | al tempo della dinastia degli Antonini                    | al tempo della dinastia degli Antonini                    | al tempo della dinastia degli Antonini                    | al tempo della dinastia degli Antonini                    |
| 138 - 144 circa                                               | Quinto Lollio Urbico,                                     | Quinto Lollio Urbico,                                     | Quinto Lollio Urbico,                                     | Quinto Lollio Urbico,                                     | Quinto Lollio Urbico,                                     | Quinto Lollio Urbico,                                     | Quinto Lollio Urbico,                                     | Quinto Lollio Urbico,                                     |
| 145-147 circa                                                 | Gneo Papirio Eliano Emilio Tuscillo                       | Gneo Papirio Eliano Emilio Tuscillo                       | Gneo Papirio Eliano Emilio Tuscillo                       | Gneo Papirio Eliano Emilio Tuscillo                       | Gneo Papirio Eliano Emilio Tuscillo                       | Gneo Papirio Eliano Emilio Tuscillo                       | Gneo Papirio Eliano Emilio Tuscillo                       | Gneo Papirio Eliano Emilio Tuscillo                       |
| 147- 158 circa                                                | sconosciuto                                               | sconosciuto                                               | sconosciuto                                               | sconosciuto                                               | sconosciuto                                               | sconosciuto                                               | sconosciuto                                               | sconosciuto                                               |
| 158 circa                                                     | Gneo Giulio Vero                                          | Gneo Giulio Vero                                          | Gneo Giulio Vero                                          | Gneo Giulio Vero                                          | Gneo Giulio Vero                                          | Gneo Giulio Vero                                          | Gneo Giulio Vero                                          | Gneo Giulio Vero                                          |
| 158?-161                                                      | Longino                                                   | Longino                                                   | Longino                                                   | Longino                                                   | Longino                                                   | Longino                                                   | Longino                                                   | Longino                                                   |
| 161?-162?                                                     | Marco Stazio Prisco                                       | Marco Stazio Prisco                                       | Marco Stazio Prisco                                       | Marco Stazio Prisco                                       | Marco Stazio Prisco                                       | Marco Stazio Prisco                                       | Marco Stazio Prisco                                       | Marco Stazio Prisco                                       |
| 163-166 circa                                                 | Sesto Calpurnio Agricola,                                 | Sesto Calpurnio Agricola,                                 | Sesto Calpurnio Agricola,                                 | Sesto Calpurnio Agricola,                                 | Sesto Calpurnio Agricola,                                 | Sesto Calpurnio Agricola,                                 | Sesto Calpurnio Agricola,                                 | Sesto Calpurnio Agricola,                                 |
| 166?-174?                                                     | sconosciuto                                               | sconosciuto                                               | sconosciuto                                               | sconosciuto                                               | sconosciuto                                               | sconosciuto                                               | sconosciuto                                               | sconosciuto                                               |
| 175-178 (sotto Marco Aurelio)                                 | Quinto Antistio Advento                                   | Quinto Antistio Advento                                   | Quinto Antistio Advento                                   | Quinto Antistio Advento                                   | Quinto Antistio Advento                                   | Quinto Antistio Advento                                   | Quinto Antistio Advento                                   | Quinto Antistio Advento                                   |
| 178-184 (prima sotto Marco Aurelio poi sotto Marco e Commodo) | Ulpio Marcello                                            | Ulpio Marcello                                            | Ulpio Marcello                                            | Ulpio Marcello                                            | Ulpio Marcello                                            | Ulpio Marcello                                            | Ulpio Marcello                                            | Ulpio Marcello                                            |
| 185-187 circa                                                 | Publio Elvio Pertinace                                    | Publio Elvio Pertinace                                    | Publio Elvio Pertinace                                    | Publio Elvio Pertinace                                    | Publio Elvio Pertinace                                    | Publio Elvio Pertinace                                    | Publio Elvio Pertinace                                    | Publio Elvio Pertinace                                    |
| 187-191 circa                                                 | Lucio Artorio Casto                                       | Lucio Artorio Casto                                       | Lucio Artorio Casto                                       | Lucio Artorio Casto                                       | Lucio Artorio Casto                                       | Lucio Artorio Casto                                       | Lucio Artorio Casto                                       | Lucio Artorio Casto                                       |
| 191-192/193?                                                  | Decimo Clodio Albino (usurpatore)                         | Decimo Clodio Albino (usurpatore)                         | Decimo Clodio Albino (usurpatore)                         | Decimo Clodio Albino (usurpatore)                         | Decimo Clodio Albino (usurpatore)                         | Decimo Clodio Albino (usurpatore)                         | Decimo Clodio Albino (usurpatore)                         | Decimo Clodio Albino (usurpatore)                         |
| 196-197?                                                      | Pollieno Auspice                                          | Pollieno Auspice                                          | Pollieno Auspice                                          | Pollieno Auspice                                          | Pollieno Auspice                                          | Pollieno Auspice                                          | Pollieno Auspice                                          | Pollieno Auspice                                          |
| Anno                                                          | al tempo della dinastia dei Severi                        | al tempo della dinastia dei Severi                        | al tempo della dinastia dei Severi                        | al tempo della dinastia dei Severi                        | al tempo della dinastia dei Severi                        | al tempo della dinastia dei Severi                        | al tempo della dinastia dei Severi                        | al tempo della dinastia dei Severi                        |
| 197-201 circa                                                 | Virio Lupo                                                | Virio Lupo                                                | Virio Lupo                                                | Virio Lupo                                                | Virio Lupo                                                | Virio Lupo                                                | Virio Lupo                                                | Virio Lupo                                                |
| 202 circa                                                     | Marco Anzio Crescente Calpurniano (governatore nominale)  | Marco Anzio Crescente Calpurniano (governatore nominale)  | Marco Anzio Crescente Calpurniano (governatore nominale)  | Marco Anzio Crescente Calpurniano (governatore nominale)  | Marco Anzio Crescente Calpurniano (governatore nominale)  | Marco Anzio Crescente Calpurniano (governatore nominale)  | Marco Anzio Crescente Calpurniano (governatore nominale)  | Marco Anzio Crescente Calpurniano (governatore nominale)  |
| 202-205 circa                                                 | Gaio Valerio Pudente                                      | Gaio Valerio Pudente                                      | Gaio Valerio Pudente                                      | Gaio Valerio Pudente                                      | Gaio Valerio Pudente                                      | Gaio Valerio Pudente                                      | Gaio Valerio Pudente                                      | Gaio Valerio Pudente                                      |
| 205-207 circa                                                 | Lucio Alfeno Senecione                                    | Lucio Alfeno Senecione                                    | Lucio Alfeno Senecione                                    | Lucio Alfeno Senecione                                    | Lucio Alfeno Senecione                                    | Lucio Alfeno Senecione                                    | Lucio Alfeno Senecione                                    | Lucio Alfeno Senecione                                    |
| Anno                                                          | Britannia Superior                                        | Britannia Superior                                        | Britannia Superior                                        | Britannia Superior                                        | Britannia Inferior                                        | Britannia Inferior                                        | Britannia Inferior                                        | Britannia Inferior                                        |
| 208-211                                                       | Caracalla e Geta?                                         | Caracalla e Geta?                                         | Caracalla e Geta?                                         | Caracalla e Geta?                                         | Caracalla e Geta?                                         | Caracalla e Geta?                                         | Caracalla e Geta?                                         | Caracalla e Geta?                                         |
| 211                                                           | Ulpio Marcello?                                           | Ulpio Marcello?                                           | Ulpio Marcello?                                           | Ulpio Marcello?                                           | Ulpio Marcello?                                           | Ulpio Marcello?                                           | Ulpio Marcello?                                           | Ulpio Marcello?                                           |
| dal 213                                                       | ...                                                       | ...                                                       | ...                                                       | ...                                                       | Gaio Giulio Marco                                         | Gaio Giulio Marco                                         | Gaio Giulio Marco                                         | Gaio Giulio Marco                                         |
| dal 216                                                       | ...                                                       | ...                                                       | ...                                                       | ...                                                       | Marco Antonio Gordiano                                    | Marco Antonio Gordiano                                    | Marco Antonio Gordiano                                    | Marco Antonio Gordiano                                    |
| dal 219                                                       | ...                                                       | ...                                                       | ...                                                       | ...                                                       | Modio Giulio                                              | Modio Giulio                                              | Modio Giulio                                              | Modio Giulio                                              |
| 220                                                           | ...                                                       | ...                                                       | ...                                                       | ...                                                       | Tiberio Claudio Paolino                                   | Tiberio Claudio Paolino                                   | Tiberio Claudio Paolino                                   | Tiberio Claudio Paolino                                   |
| 221-222/223                                                   | ...                                                       | ...                                                       | ...                                                       | ...                                                       | Mario Valeriano                                           | Mario Valeriano                                           | Mario Valeriano                                           | Mario Valeriano                                           |
| 223 (sotto Alessandro Severo)                                 | ...                                                       | ...                                                       | ...                                                       | ...                                                       | Claudio Senefone                                          | Claudio Senefone                                          | Claudio Senefone                                          | Claudio Senefone                                          |
| ?                                                             | Caio Giunio Faustino Postumiano                           | Caio Giunio Faustino Postumiano                           | Caio Giunio Faustino Postumiano                           | Caio Giunio Faustino Postumiano                           | ...                                                       | ...                                                       | ...                                                       | ...                                                       |
| 223 circa-226                                                 | Tiberio Gilio Pollieno Auspice                            | Tiberio Gilio Pollieno Auspice                            | Tiberio Gilio Pollieno Auspice                            | Tiberio Gilio Pollieno Auspice                            | ...                                                       | ...                                                       | ...                                                       | ...                                                       |
| dal 225 (sotto Alessandro Severo)                             | ...                                                       | ...                                                       | ...                                                       | ...                                                       | Massimo                                                   | Massimo                                                   | Massimo                                                   | Massimo                                                   |
| sotto Alessandro Severo                                       | ...                                                       | ...                                                       | ...                                                       | ...                                                       | Claudio Apellino                                          | Claudio Apellino                                          | Claudio Apellino                                          | Claudio Apellino                                          |
| sotto Alessandro Severo                                       | ...                                                       | ...                                                       | ...                                                       | ...                                                       | Calvisio Rufo                                             | Calvisio Rufo                                             | Calvisio Rufo                                             | Calvisio Rufo                                             |
| sotto Alessandro Severo                                       | ...                                                       | ...                                                       | ...                                                       | ...                                                       | Valerio Crescente Fulviano                                | Valerio Crescente Fulviano                                | Valerio Crescente Fulviano                                | Valerio Crescente Fulviano                                |
| dal 237                                                       | ...                                                       | ...                                                       | ...                                                       | ...                                                       | Tucciano                                                  | Tucciano                                                  | Tucciano                                                  | Tucciano                                                  |
| 238?-244? (sotto Gordiano III)                                | ...                                                       | ...                                                       | ...                                                       | ...                                                       | Mecilio Fusco                                             | Mecilio Fusco                                             | Mecilio Fusco                                             | Mecilio Fusco                                             |
| 238?-244? (sotto Gordiano III)                                | ...                                                       | ...                                                       | ...                                                       | ...                                                       | Egnazio Luciliano                                         | Egnazio Luciliano                                         | Egnazio Luciliano                                         | Egnazio Luciliano                                         |
| dal 242                                                       | ...                                                       | ...                                                       | ...                                                       | ...                                                       | Nonio Filippo                                             | Nonio Filippo                                             | Nonio Filippo                                             | Nonio Filippo                                             |
| ?                                                             | Rufino                                                    | Rufino                                                    | Rufino                                                    | Rufino                                                    | ...                                                       | ...                                                       | ...                                                       | ...                                                       |
| ?                                                             | Marco Marziannio Pulcro                                   | Marco Marziannio Pulcro                                   | Marco Marziannio Pulcro                                   | Marco Marziannio Pulcro                                   | ...                                                       | ...                                                       | ...                                                       | ...                                                       |
| 253-255                                                       | Tito Desticio Giuba                                       | Tito Desticio Giuba                                       | Tito Desticio Giuba                                       | Tito Desticio Giuba                                       | ...                                                       | ...                                                       | ...                                                       | ...                                                       |
| 262/266 (durante l'Impero delle Gallie)                       | ...                                                       | ...                                                       | ...                                                       | ...                                                       | Ottavio Sabino                                            | Ottavio Sabino                                            | Ottavio Sabino                                            | Ottavio Sabino                                            |
| 278 circa                                                     | sconosciuto (usurpatore)                                  | sconosciuto (usurpatore)                                  | sconosciuto (usurpatore)                                  | sconosciuto (usurpatore)                                  | sconosciuto (usurpatore)                                  | sconosciuto (usurpatore)                                  | sconosciuto (usurpatore)                                  | sconosciuto (usurpatore)                                  |
| 286-293                                                       | Carausio (usurpatore)                                     | Carausio (usurpatore)                                     | Carausio (usurpatore)                                     | Carausio (usurpatore)                                     | Carausio (usurpatore)                                     | Carausio (usurpatore)                                     | Carausio (usurpatore)                                     | Carausio (usurpatore)                                     |
| 293-296                                                       | Allecto (successore di Carausio)                          | Allecto (successore di Carausio)                          | Allecto (successore di Carausio)                          | Allecto (successore di Carausio)                          | Allecto (successore di Carausio)                          | Allecto (successore di Carausio)                          | Allecto (successore di Carausio)                          | Allecto (successore di Carausio)                          |
| Anno                                                          | Maxima Caesariensis                                       | Maxima Caesariensis                                       | Britannia Prima                                           | Britannia Prima                                           | Flavia Caesariensis                                       | Flavia Caesariensis                                       | Britannia Secunda                                         | Britannia Secunda                                         |
| 296-305                                                       | ...                                                       | ...                                                       | ...                                                       | ...                                                       | ...                                                       | ...                                                       | Aurelio Arpagio                                           | Aurelio Arpagio                                           |
| 319                                                           | Lucio Papio Pacaziano (vicarius)                          | Lucio Papio Pacaziano (vicarius)                          | Lucio Papio Pacaziano (vicarius)                          | Lucio Papio Pacaziano (vicarius)                          | Lucio Papio Pacaziano (vicarius)                          | Lucio Papio Pacaziano (vicarius)                          | Lucio Papio Pacaziano (vicarius)                          | Lucio Papio Pacaziano (vicarius)                          |
| 350-353                                                       | Magnenzio (usurpatore)                                    | Magnenzio (usurpatore)                                    | Magnenzio (usurpatore)                                    | Magnenzio (usurpatore)                                    | Magnenzio (usurpatore)                                    | Magnenzio (usurpatore)                                    | Magnenzio (usurpatore)                                    | Magnenzio (usurpatore)                                    |
| dal 353                                                       | Flavio Martino (vicarius)                                 | Flavio Martino (vicarius)                                 | Flavio Martino (vicarius)                                 | Flavio Martino (vicarius)                                 | Flavio Martino (vicarius)                                 | Flavio Martino (vicarius)                                 | Flavio Martino (vicarius)                                 | Flavio Martino (vicarius)                                 |
| post 353                                                      | Alupio (vicarius) succede a Flavio Martino                | Alupio (vicarius) succede a Flavio Martino                | Alupio (vicarius) succede a Flavio Martino                | Alupio (vicarius) succede a Flavio Martino                | Alupio (vicarius) succede a Flavio Martino                | Alupio (vicarius) succede a Flavio Martino                | Alupio (vicarius) succede a Flavio Martino                | Alupio (vicarius) succede a Flavio Martino                |
| 354-358                                                       | Carausio II (usurpatore)                                  | Carausio II (usurpatore)                                  | Carausio II (usurpatore)                                  | Carausio II (usurpatore)                                  | Carausio II (usurpatore)                                  | Carausio II (usurpatore)                                  | Carausio II (usurpatore)                                  | Carausio II (usurpatore)                                  |
| 361-362                                                       | ...                                                       | ...                                                       | Lucio Settimo                                             | Lucio Settimo                                             | ...                                                       | ...                                                       | ...                                                       | ...                                                       |
| 368                                                           | Civile (vicarius)                                         | Civile (vicarius)                                         | Civile (vicarius)                                         | Civile (vicarius)                                         | Civile (vicarius)                                         | Civile (vicarius)                                         | Civile (vicarius)                                         | Civile (vicarius)                                         |
| 383-388                                                       | Magno Massimo (usurpatore poi riconosciuto da Teodosio I) | Magno Massimo (usurpatore poi riconosciuto da Teodosio I) | Magno Massimo (usurpatore poi riconosciuto da Teodosio I) | Magno Massimo (usurpatore poi riconosciuto da Teodosio I) | Magno Massimo (usurpatore poi riconosciuto da Teodosio I) | Magno Massimo (usurpatore poi riconosciuto da Teodosio I) | Magno Massimo (usurpatore poi riconosciuto da Teodosio I) | Magno Massimo (usurpatore poi riconosciuto da Teodosio I) |
| 395?-406?                                                     | Vittorino (vicarius)                                      | Vittorino (vicarius)                                      | Vittorino (vicarius)                                      | Vittorino (vicarius)                                      | Vittorino (vicarius)                                      | Vittorino (vicarius)                                      | Vittorino (vicarius)                                      | Vittorino (vicarius)                                      |
| 395?-406?                                                     | Crisanto (vicarius)                                       | Crisanto (vicarius)                                       | Crisanto (vicarius)                                       | Crisanto (vicarius)                                       | Crisanto (vicarius)                                       | Crisanto (vicarius)                                       | Crisanto (vicarius)                                       | Crisanto (vicarius)                                       |
| 406                                                           | Marco (usurpatore)                                        | Marco (usurpatore)                                        | Marco (usurpatore)                                        | Marco (usurpatore)                                        | Marco (usurpatore)                                        | Marco (usurpatore)                                        | Marco (usurpatore)                                        | Marco (usurpatore)                                        |
| 407                                                           | Graziano (usurpatore)                                     | Graziano (usurpatore)                                     | Graziano (usurpatore)                                     | Graziano (usurpatore)                                     | Graziano (usurpatore)                                     | Graziano (usurpatore)                                     | Graziano (usurpatore)                                     | Graziano (usurpatore)                                     |
| 408-411                                                       | Costantino III (usurpatore)                               | Costantino III (usurpatore)                               | Costantino III (usurpatore)                               | Costantino III (usurpatore)                               | Costantino III (usurpatore)                               | Costantino III (usurpatore)                               | Costantino III (usurpatore)                               | Costantino III (usurpatore)                               |

### Governatori di incerta collocazione
Qui di seguito trovate alcuni praeses di una delle quattro province dopo la suddivisione di Diocleziano: 
- Ierocle Perpetuo[47] fine III/inizi del IV secolo
- Flavio Santo metà del IV secolo